# 秦燿
秦燿（1544年—1604年），字道明，號舜峰，直隸無錫縣人，官籍，明朝政治人物，官至湖廣巡撫。

## 生平
嘉靖四十三年（1564年）甲子科應天府鄉試第八十名。隆慶五年（1571年）辛未科會試第三百四十九名，三甲一百十四名進士。授翰林院庶吉士，万历元年（1573年）五月除刑科给事中。三年六月升兵科右给事中，七月，再升礼科左给事中。四年丁憂歸。万历七年（1579年）七月，起刑科左给事中，萬曆八年（1580年）正月升吏科都给事中。十年三月升太常寺少卿，十二年二月提督四夷馆，十三年二月升太仆寺卿，改光禄寺卿。
萬曆十四年（1586年）六月，以都察院佥都御史巡抚南赣汀韶等处地方，提督军务。十七年六月升右副都御史，巡抚湖广。万历十八年（1590年）被御史郭實论劾阿附权贵，且追论座师张居正，令解职回籍听用。复以侵赃赎银事发，被追赃後遣戍边卫。

## 遺跡
在家乡建有寄畅园，今保留完整，为全国重点文物保护单位。

## 家族
曾祖父秦鏜，南京都察院都事；祖父秦淮，知縣，封南京戶部主事；父秦禾，永昌知府，进阶中宪大夫。母葛氏（封安人）。慈侍下。兄秦燦，秦炳（监生）。弟秦煃。岳父安希尧，妻舅安绍芳。